# Wiktor ”Kulörten” Andersson
Wiktor ”Kulörten” Andersson, egentligen Wiktor Herman Andersson, född 19 juni 1887 i Kungsbacka, död 13 september 1966 i Västerleds församling i Stockholm, var en svensk skådespelare. Han lär ha fått smeknamnet "Kulörten" på grund av sitt röda hår.

## Biografi
Wiktor ”Kulörten” Andersson inledde sin karriär som skådespelare när han arbetade med Axel Bosin och August Lindberg. Han engagerades senare av Axel Engdahl till Folkan. Som revyaktör har han varit engagerad hos Ernst Rolf och Karl Gerhard vardera tio år och vid Kristallsalongen och Alhambra i tre år samt därtill ett år hos Gösta Ekman. Periodvis arbetade han som utropare och fakir vid nöjesfält.
Han filmdebuterade i Eric Malmbergs Kolingens galoscher 1912 och blev därefter rekordhållare med 186 svenska filmroller. Han spelade alltid biroller; ofta nämndes han inte i filmernas förtexter eftersom hans roller var så små. Även hans hustru Edith hade en namnlös biroll, som "gumma på begravningen", i en film (Hammarforsens brus).
Han var från 1931 till sin död gift med Edith Viktorsson (1902–1976). Han är begravd på Västra kyrkogården i Göteborg.

## Filmografi i urval
- 1912 – Kolingens galoscher
- 1915 – I kronans kläder
- 1923 – Boman på utställningen
- 1932 – En stulen vals
- 1932 – Vi som går köksvägen
- 1933 – Giftasvuxna döttrar
- 1933 – Två man om en änka
- 1933 – Pettersson & Bendel
- 1934 – Uppsagd
- 1934 – Kungliga Johansson
- 1934 – En stilla flirt
- 1935 – Smålänningar
- 1935 – Munkbrogreven
- 1935 – Järnets män
- 1935 – Bränningar
- 1935 – Kärlek efter noter
- 1935 – Flickor på fabrik
- 1935 – Ebberöds bank
- 1935 – Under falsk flagg
- 1936 – Bröllopsresan
- 1936 – På Solsidan
- 1936 – Ä' vi gifta?
- 1936 – Familjens hemlighet
- 1937 – Sara lär sig folkvett
- 1938 – Med folket för fosterlandet
- 1938 – Goda vänner och trogna grannar
- 1939 – Adolf i eld och lågor
- 1939 – Folket på Högbogården
- 1939 – Filmen om Emelie Högqvist
- 1939 – Ombyte förnöjer
- 1940 – Västkustens hjältar
- 1940 – Stora famnen
- 1940 – Karusellen går
- 1940 – Beredskapspojkar
- 1940 – Lillebror och jag
- 1940 – Hennes melodi
- 1940 – Hans Nåds testamente
- 1941 – Lärarinna på vift
- 1941 – Göranssons pojke
- 1941 – En kvinna ombord
- 1941 – Lasse-Maja
- 1941 – Dunungen
- 1942 – Sexlingar
- 1942 – Jacobs stege
- 1942 – Himlaspelet
- 1942 – En äventyrare
- 1943 – I mörkaste Småland
- 1943 – En fånge har rymt
- 1943 – Professor Poppes prilliga prillerier
- 1943 – Sjätte skottet
- 1943 – Örlogsmän
- 1944 – Kärlek och allsång
- 1944 – Skogen är vår arvedel
- 1944 – Dolly tar chansen
- 1944 – Prins Gustaf
- 1944 – När seklet var ungt
- 1945 – Kungliga patrasket
- 1945 – Rattens musketörer
- 1945 – Oss tjuvar emellan eller En burk ananas
- 1945 – Den glade skräddaren
- 1945 – I Roslagens famn
- 1946 – Harald Handfaste
- 1946 – 91:an Karlsson. "Hela Sveriges lilla beväringsman"
- 1946 – Åsa-Hanna
- 1946 – Klockorna i Gamla Sta'n
- 1946 – Möte i natten
- 1946 – Djurgårdskvällar
- 1947 – Pappa sökes
- 1947 – Det kom en gäst
- 1947 – Bruden kom genom taket
- 1947 – Tappa inte sugen
- 1947 – Tösen från Stormyrtorpet
- 1947 – Brott i sol
- 1947 – Får jag lov, magistern!
- 1947 – Kvarterets olycksfågel
- 1948 – Loffe på luffen
- 1948 – En svensk tiger
- 1948 – Soldat Bom
- 1948 – Loffe som miljonär
- 1948 – Intill helvetets portar
- 1948 – Hammarforsens brus
- 1948 – De kämpade sig till frihet
- 1949 – Gatan
- 1949 – Svenske ryttaren
- 1949 – Flickan från tredje raden
- 1949 – Människors rike
- 1949 – Boman får snurren
- 1950 – Ung och kär
- 1950 – Sånt händer inte här
- 1950 – Påhittiga Johansson
- 1950 – Loffe blir polis
- 1950 – Motorkavaljerer
- 1950 – Restaurant Intim
- 1950 – Fästmö uthyres
- 1950 – Två trappor över gården
- 1950 – Anderssonskans Kalle
- 1951 – Dårskapens hus
- 1951 – Livat på luckan
- 1951 – Tull-Bom
- 1951 – Leva på "Hoppet"
- 1952 – Janne Vängman i farten
- 1952 – Säg det med blommor
- 1952 – Åsa-Nisse på nya äventyr
- 1952 – För min heta ungdoms skull
- 1952 – Flottare med färg
- 1953 – Kungen av Dalarna
- 1953 – Skuggan
- 1953 – Åsa-Nisse på semester
- 1953 – Göingehövdingen
- 1954 – Hästhandlarens flickor
- 1954 – Flicka med melodi
- 1954 – Åsa-Nisse på hal is
- 1955 – Åsa-Nisse ordnar allt
- 1955 – Janne Vängman och den stora kometen
- 1955 – Friarannonsen
- 1955 – Hemsöborna
- 1956 – Åsa-Nisse flyger i luften
- 1956 – Suss gott
- 1956 – Ratataa
- 1956 – På heder och skoj
- 1956 – Tarps Elin
- 1957 – Åsa-Nisse i full fart
- 1957 – Klarar Bananen Biffen?
- 1957 – Räkna med bråk
- 1957 – Gårdarna runt sjön
- 1958 – Åsa-Nisse i kronans kläder
- 1958 – Laila
- 1958 – Den store amatören
- 1958 – Jazzgossen
- 1958 – Kvinna i leopard
- 1960 – Av hjärtans lust

## Teater

### Roller (ej komplett)
| År   | Roll          | Produktion                                                 | Regi             | Teater                        |
| ---- | ------------- | ---------------------------------------------------------- | ---------------- | ----------------------------- |
| 1934 | Medverkande   | Mitt vänliga fönster, revy Karl Gerhard                    | Karl Gerhard     | Folkteatern                   |
| 1937 | Medverkande   | Karl Gerhards vershus, revy Karl Gerhard                   |                  | Folkan                        |
| 1938 | Per           | Värmlänningarna Fredrik August Dahlgren och Andreas Randel | Ernst Eklund     | Skansens friluftsteater       |
| 1938 | Kejsaren      | Tummeliten John Botvid                                     | John Botvid      | Folkan                        |
| 1944 |               | Livet är ju härligt William Saroyan                        | Per Knutzon      | Oscarsteatern                 |
| 1950 | Kofots-Robert | Tolvskillingsoperan Bertolt Brecht och Kurt Weill          | Ingmar Bergman   | Intiman                       |
| 1953 |               | Skärgårdsflirt Gideon Wahlberg                             | Gösta Jonsson    | Vanadislundens friluftsteater |
| 1954 |               | Rövarna på Hunneberg Rune Lindström                        | Sandro Malmquist | Skansens friluftsteater       |
| 1955 | Percier       | Han, Hon och Hin André Roussin                             | Per Gerhard      | Vasateatern                   |
| 1955 |               | Markurells i Wadköping Hjalmar Bergman                     | Sandro Malmquist | Skansens friluftsteater       |

## Radioteater

### Roller
| År   | Roll           | Produktion                                           | Regi          |
| ---- | -------------- | ---------------------------------------------------- | ------------- |
| 1944 | Klack-Johannes | Auktion Josef Briné och Nils Ferlin                  | Lars Madsén   |
| 1950 | Scenvakten     | Hillmans detektivbyrå: Melodimysteriet Folke Mellvig | Lars Madsén   |
| 1953 | Stadsbudet     | Midsommar August Strindberg                          | Palle Brunius |
| 1954 | Klack-Johannes | Auktion Josef Briné och Nils Ferlin                  | Lars Madsén   |